# Snus

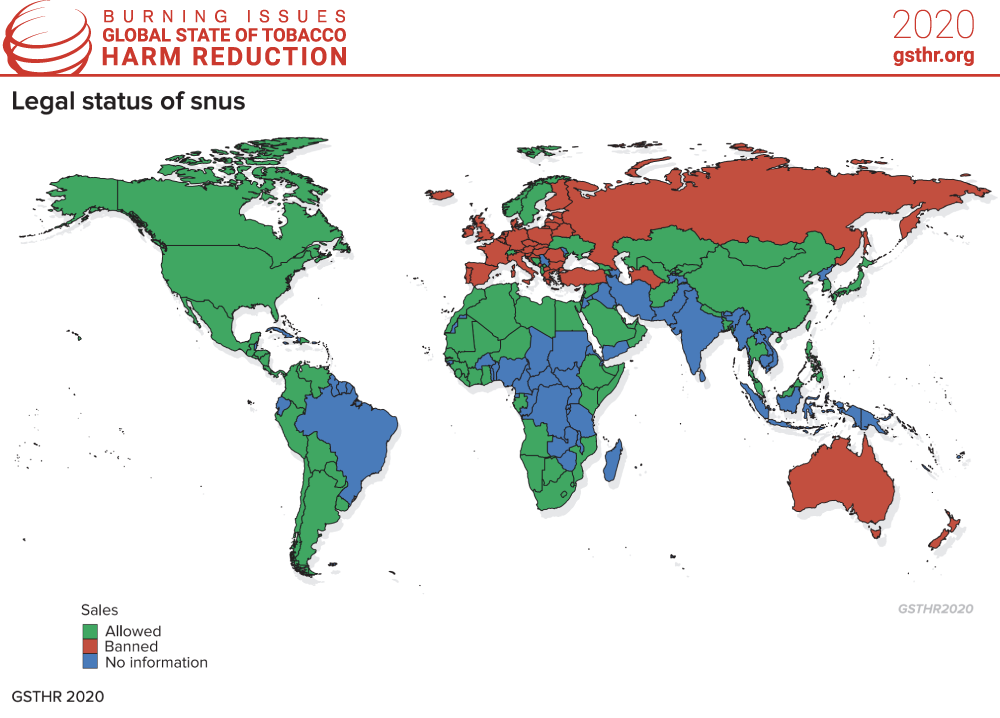
Snusets legalitet i världen

Snus (/ˈsnʉːs/) är en tobaksblandning som placeras under läppen. Saliven i munnen gör att nikotinet tas upp i kroppen via slemhinnorna. Dagens våta snus består av finmalen tobak som blandats med koksaltlösning och natriumkarbonat för att därefter antingen fermenteras eller pastöriseras i värmeprocesser. Det finns många olika snussmaker med olika smakämnen och aromer. Det finns sorter som är tobaksfria och nikotinfria i en mängd olika styrkor och smaker.
År 2021 uppgav 20 procent av männen och 6 procent av kvinnorna i Sverige att de snusade dagligen. Snusanvändare i Sverige använder i medeltal cirka 4 dosor snus/vecka. Utöver i Sverige finns produkten även i USA, Finland, Danmark och Norge. I Danmark är endast tobaksfritt snus tillåtet, så kallat vitt snus. I Finland är det främst svenskt snus som används. Sedan 1995 är det inte tillåtet att sälja eller förmedla snus i Finland, men för vuxna är det tillåtet att föra in maximalt 1 kg snus per kalenderår för personligt bruk. I stora delar av Asien är muntobak populärt.
År 2018 bestämde EU att snus fortsatt skall vara förbjudet att sälja i alla EU-länder förutom Sverige.

## Historia

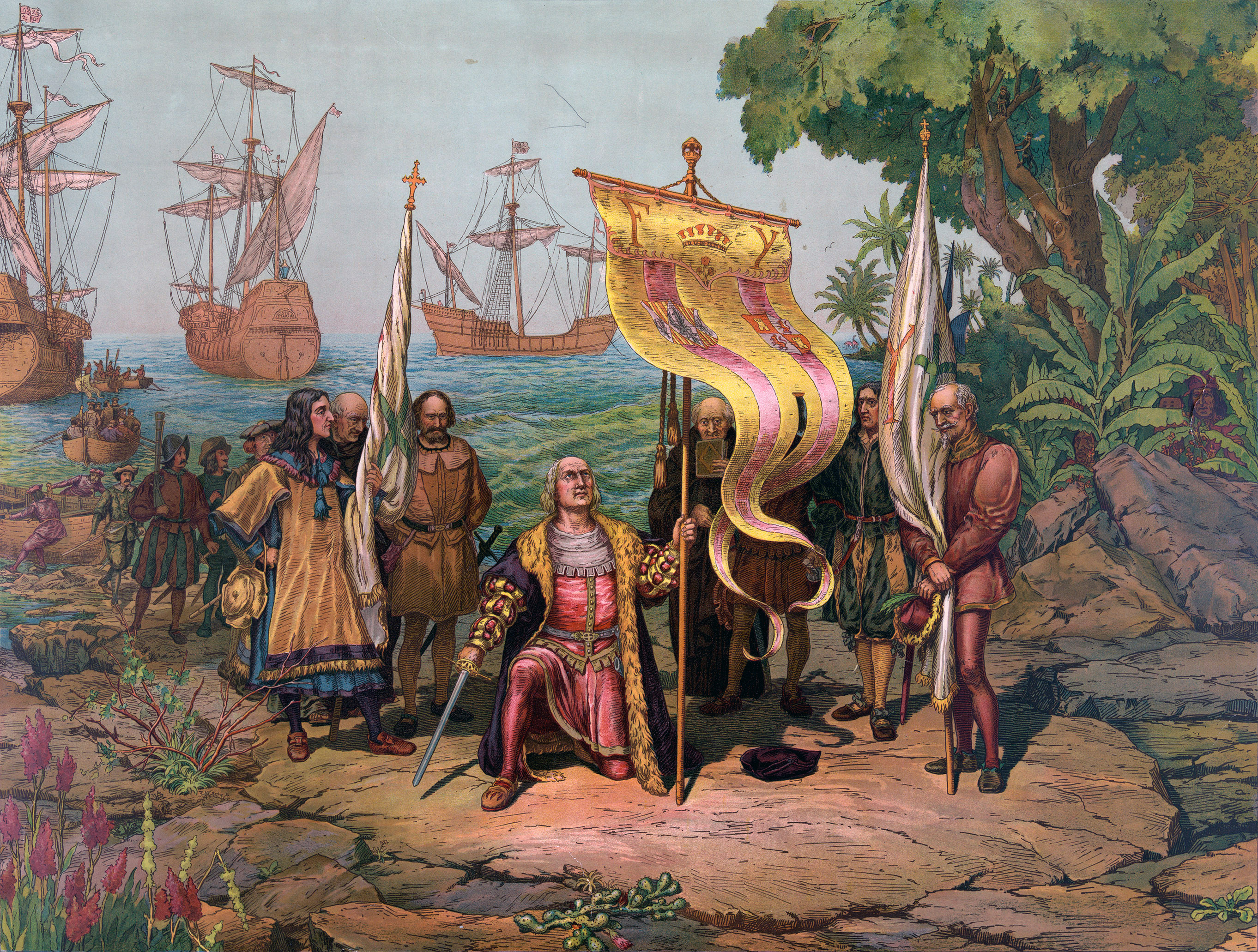
Columbus

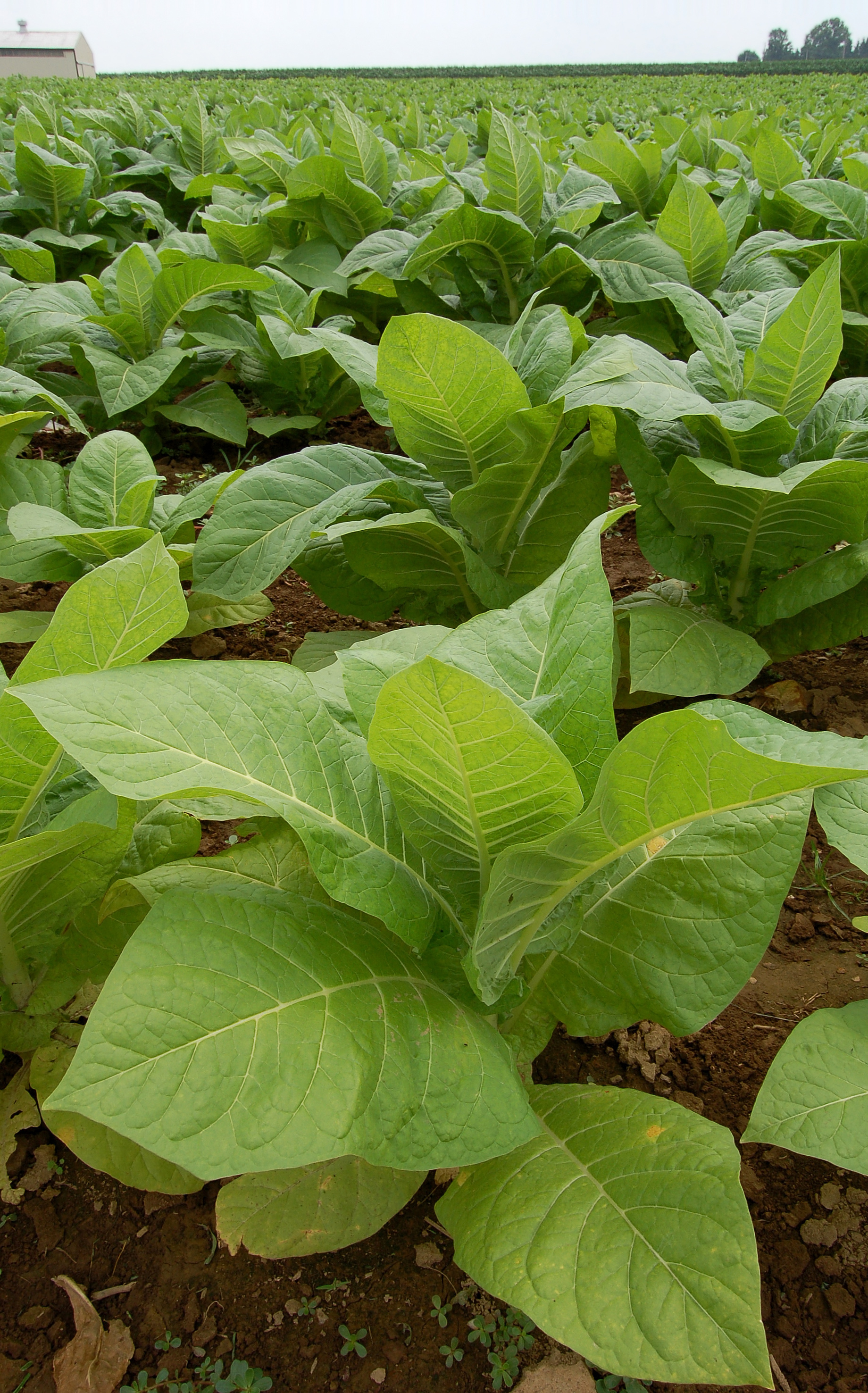
Tobaksplanta

Västerlandets möte med snuset började med Christofer Columbus resa över Atlanten till den nya världen, dagens Bahamas år 1492. Med detta upptäcks många nya produkter, bland annat Tobak. Sjömännen förde med sig tobaksplantan över Atlanten till sina hemländer.
Jean Nicot, Frankrikes ambassadör i Lissabon under senare delen av 1500-talet skulle få stor betydelse för tobakens spridning. Efter honom fick plantan sitt latinska namn, Nicotiana. Det sägs att den franska drottningen Catharina led av svår migrän och rekommenderades prova luktsnus av Jean Nicot, vilket fick migränen att försvinna mirakulöst. På grund av detta blev produkten populär vid det franska hovet.
Bruket av tobak sprider sig genom Europa och når Sveriges gränser i slutet av 1500-talet. 1601 återfinns den första anteckning av tullen i Stockholm att tobak och pipor förs in i landet. Under 1700-talet är det mycket populärt bland adeln att snusa. Snuset vid denna tid var torrt, finmalet och aromatiskt tobakspulver som drogs in i näsan. Vid denna tid var snus en lyxprodukt som bara de rikaste hade råd med. Det var en social markör att ha en fin snusdosa, många hade matchande dosor till olika kläder. Ägarens position, makt och karaktär förstärktes med dosan. Inom adeln var sättet att snusa lika viktigt som hur man dansade och fäktades.

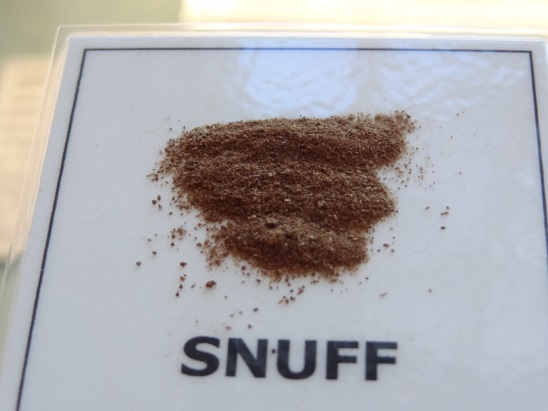
Luktsnus

Under 1700-talet tillverkades luktsnus på flera platser i Sverige, bland annat i Göteborg, Eskilstuna och Norrköping. I slutet av 1700-talet tillverkades 15,4 ton luktsnus. Franska revolutionen 1789 förändrade allt, den blev början till slutet på det ståndssamhälle som tidigare setts som en naturlag. Trenden med luktsnus fick ett abrupt slut, att ta upp en luktsnusdosa i fel sällskap kunde få ödesdigra konsekvenser. Tobaksvalet blir ett politiskt ställningstagande. Luktsnus används än på 2000-talet och är vanligtvis smaksatt med mentol, frukt eller kryddor.
Det är först på 1800-talet som snuset börjar likna det moderna snuset och 1973 kom det första portionssnuset. Snuset har haft en stor påverkan på den svenska historian. 1915 monopoliserades snuset för att säkra stadskassan, arbetare skulle ha pension och försvaret behövde rustas upp. 1994 höll snuset på att fälla avgörandet i den svenska EU-omröstningen. När Sverige gick med i EU 1995 fick Sverige undantag att tillverka och sälja snus på grund av landets långa tradition.
En hel del ortnamn i Sverige innehåller ordet snus och berättar både om äldre tiders odling och dess utbredning, men även om bruk eller kommers, till exempel namnet Snuslyckan i Fågelfors socken.

### Etymologi
Ordet snus, ofta sammansatt som snustobak, är känt i svenska språket sedan andra hälften av 1600-talet och refererade till luktsnus, vilket även kallades snuv- eller snuftobak och dialektalt även näsatobak. Utifrån dessa olika synonymer brukar det anses att ordet härstammar från lågtyska formen för tyskans "schnauze" som betyder nos.

## Tillverkning
Svenskt snus tillverkas av tobak från olika delar av världen och lufttorkas. Förr i tiden odlades mycket tobak i Skåne och i Mälardalen för användning till snus. Därefter användes röktorkad så kallad Kentuckytobak. Den malda tobaken blandas med vatten, salt, natriumkarbonat och aromämnen. Före 1970-talet använde man pottaska eller kaliumkarbonat istället för natriumkarbonat. Svenskt snus fermenteras inte, då denna process kan efterlämna skadliga ämnen.
Den moderna professionella tillverkningsprocessen består av följande moment:
- Malning: Tobaken luckras upp, torkas och mals till grov-, mellan, och finmalet.[13]
- Beredning: Tobaksmjölet vägs upp och transporteras till en sluten blandare. Vatten och salt tillsätts samt värme, processen styrs av datasystem. Denna process kallas pastörisering. Efter detta kyls snuset ner och övriga ingredienser tillsätts. Snuset kvalitetskontrolleras sedan, om det uppfyller kraven är det klart att förpackas.[13]
- Packning:
  - Lössnus: Fyllning av dosor sker i automatiska packningsmaskiner. Därefter försluts dosorna med lock, vägs och etikett sätts på.[13] Lössnus förpackas till största delen i paraffinbelagda pappdosor.[13]
  - Portionssnus: Förpackningsprocessen för portionssnus är lite mer komplicerad. Portionerna mäts upp och förs i in i tuber av cellulosafiber som försluts i ändarna och sedan klipps av i prillor. Prillorna förpackas i plastdosor av polypropen, som sedan försluts och förses med etikett.[13] Portionssnuset är mer känsligt för uttorkning än lössnuset. Användandet av plastdosa har mest med hållbarhetsskäl att göra.[13]

Det går att tillverka eget snus av tobak, vatten, salt och natriumkarbonat och glycerol.

### Olika tillverkare

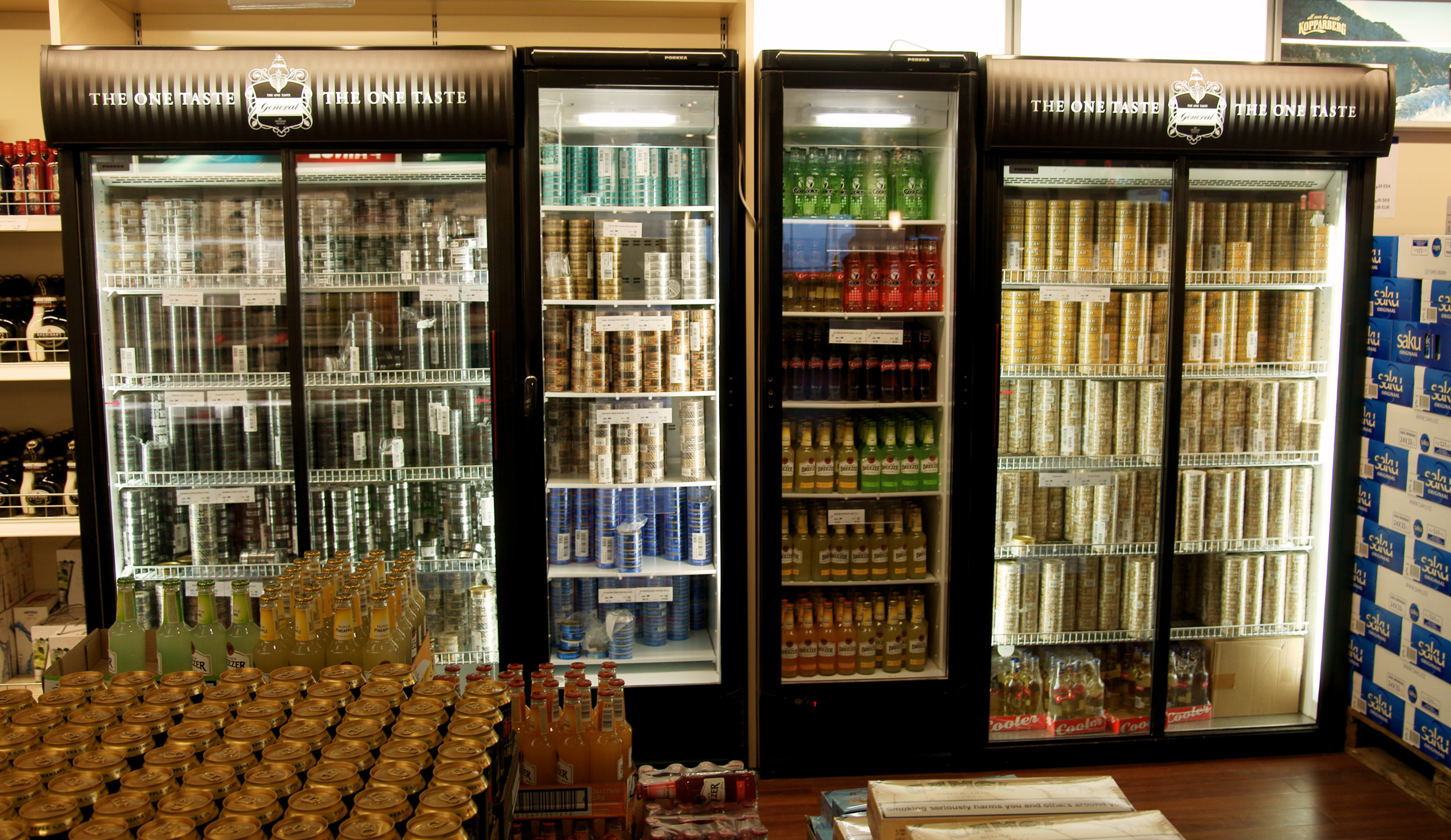

Swedish Match är den största leverantören av snus i Sverige. En preliminär mätning av volymandel i antal sålda dosor de fyra första veckorna under år 2012, utförd av marknadsinstitutet Nielsen, visar på en andel av 78,8 procent för Swedish Match. BAT/Fiedler & Lundgrens försäljning i samma mätning uppgick till 10,7 procent, Imperial Tobaccos andel var 6,2 procent och Japan Tobacco låg på 2,1 procent. Enligt mätningen ökade den svenska snusmarknaden med 9,9 procent jämfört med motsvarande fyraveckorsperiod år 2011.
British American Tobacco köpte 2008 Fiedler & Lundgren, som dock fortfarande tillverkar sina egna märken.

### Snusvarianter

#### Lössnus

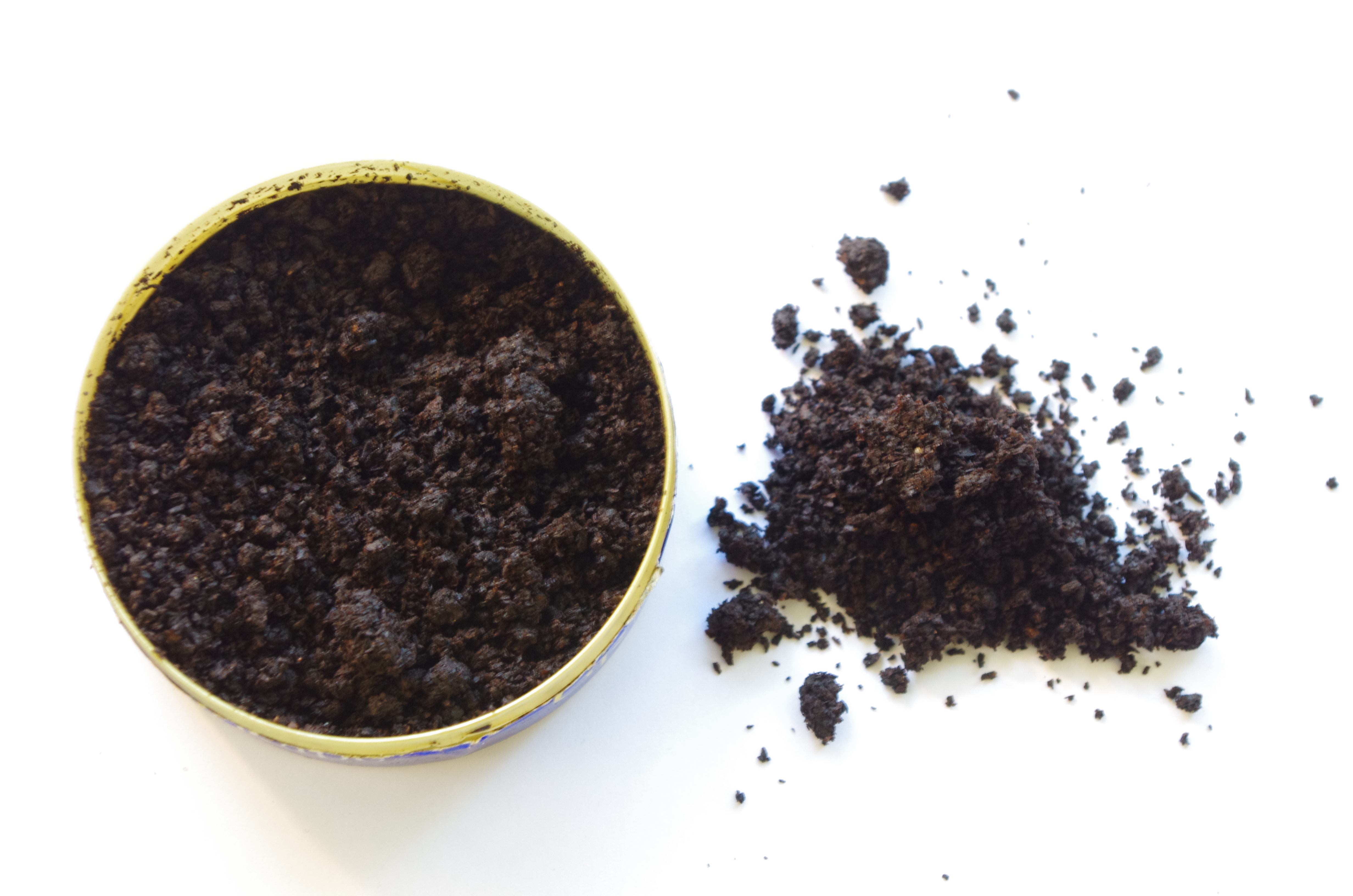
lössnus

Lössnuset ser likadant ut på tidigt 2000-tal som 200 år dessförinnan. Det finns i grovt-, mellan- och finmalet. Det finmalda är enklare att baka, men ger inte lika tobaksnära smak, medan det grovmalda har kraftigare tobakssmak. Prillan bakar man själv till önskad storlek och den ger en snabb och omedelbar smakupplevelse.

#### Portionssnus

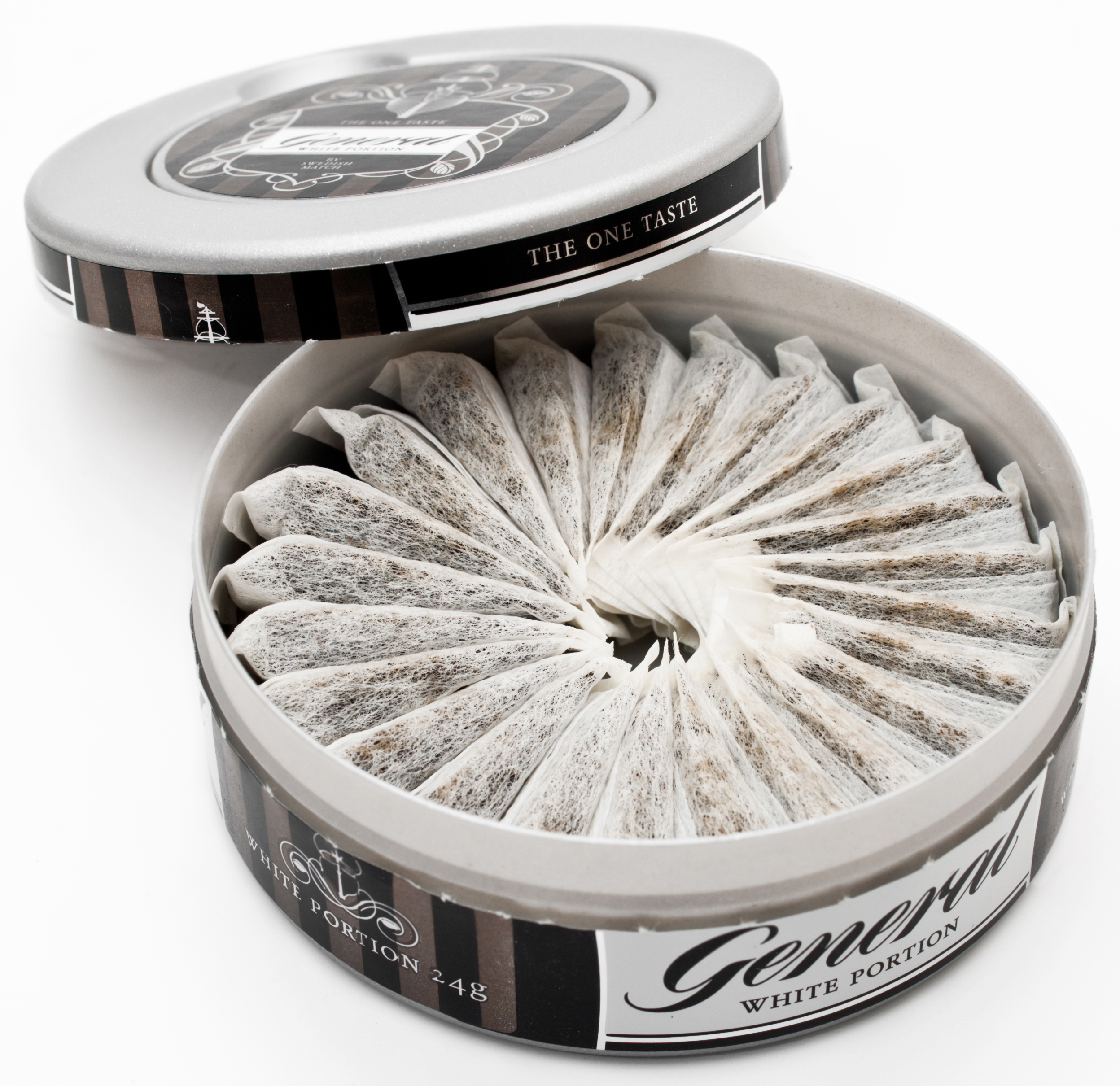
Portionssnus av märket General.

Portionssnus är färdigförpackade snusportioner i påsar, vanligen tillverkade av cellulosafibrer. Portionssnuset lanserades för första gången av Svenska Tobaks AB 1973, efter att bland annat ett ålderdomshem begärt ett enklare sätt att fördela snus bland ålderdomshemmets vårdtagare. Det första svenska snuset förpackat i portionspåse hette Smokeless, och lanserades under slagorden "det moderna sättet att snusa". Smokeless ersattes senare av Tre Ankare. Svenska Tobaks AB hade inlett ett samarbete med amerikanska United States Tobacco Company i det gemensamt ägda företaget United Scandia International. STAB låg före sin amerikanska partner i utvecklingen av teknik för att tillverka portionspåsar. United States Tobacco de introducerade sitt första portionssnus, Good Luck, på sin hemmamarknad ungefär samtidigt som Smokeless lanserades i Sverige.
Portionssnus säljs liksom lössnus i snusdosor, som normalt innehåller 20–25 portioner à cirka 1 gram. En variant som lanserades 1998 heter vit portion eller bara "white" (engelska för "vit"). Det är förpackat i vita portionspåsar, vilka inte är våta, till skillnad från vanliga portionspåsar. "White" snus rinner mindre då det oftast är fördelat under en längre tid än vanligt portionssnus. Annars är fukthalten i själva snuset oftast densamma medan vikten per prilla är mindre.. 
Snus har sedan 1800-talet funnits smaksatt. General (Generalsnus) innehåller sedan 1866 bergamottolja. Det svensk‑amerikanska samarbetet i United Scandian International ledde till att nya smaker introducerades i Sverige. United States Tobacco skapade det milda snuset Happy Days med hallonsmak (1967) och mintsmak (1970). Det skapades för unga nybörjare. och mintsmaken lanserades även i Sverige. UST försökte också utveckla snus med smak av bourbon (amerikansk whisky), med mindre framgång. I Sverige hade det första portionssnuset Smokless whiskysmak. År 2021 finns ett stort utbud av smaksatt snus, bland annat citrus och lakrits.

## Användning
Det finns olika anledningar till att personer använder snus. Vissa snusar som ett alternativ till cigaretter, av hälsoskäl eller praktiska skäl.

### Bruk i Sverige
Statistik före 1915 är osäker då det fanns många tillverkare spridda över Sverige. Under 1919 såldes ungefär 7000 ton snus i Sverige, vilket är en toppnotering, det var 1,2 kg per svensk. Snusförsäljningen gick ner när man började röka cigarr istället. I samband med andra världskriget ökade cigarettrökningen markant och inte förrän i slutet av 1960-talet, då larmrapporterna om rökningens skador blev allt fler, fick snus tillbaka sin popularitet. Dosorna hade nu blivit runda och fått plåtlock, resten var fortfarande i vaxad papp.
År 1998 återhämtade sig försäljningen och noterades till ungefär 5350 ton, vilket motsvarar 0,6 kg per capita. Idag snusar en miljon svenskar och år 2000 förbrukades ungefär 6200 ton varav 45 procent var portionssnus.
Snusförsäljningen i Sverige ökade efter att rökförbud på restauranger infördes 1 juni 2005. Andelen som snusar har ökat i befolkningen sedan 1980-talet, samtidigt som andelen som röker har minskat.

### EU:s förbud mot snus
Enligt Europeiska unionens tobaksdirektiv är alla tobaksprodukter "för oralt bruk som inte avses att rökas eller tuggas" förbjudna. Detta innefattar snus. Sverige har som enda medlemsstat ett undantag från denna bestämmelse i enlighet med anslutningsfördraget 1994. 
Danmark förbjöd endast portionssnus när direktivet infördes, eftersom lössnus ansågs vara en traditionell tobaksprodukt i landet. 2012 bad EU-kommissionen Danmark att skärpa sin tobakslagstiftning och att svara dem inom två månader, vilket Danmark inte gjorde. I juni 2014 meddelade EU-kommissionen att Danmark ställs inför EU-domstolen.[uppföljning saknas]

### Applicering
Det vanligaste sättet att bruka snus (att "snusa") är att lägga in en mängd snus under överläppen där den sedan behålls mellan några minuter och några timmar.
Hur snuset appliceras i munnen skiljer sig från person till person. Gällande lössnus används vanligtvis fingrarna för att pressa ihop lite snus, en så kallad pris eller en prilla, så att den får en fast konsistens, varefter den vanligtvis placeras under överläppen. 
Portionssnus underlättar användningen eftersom det lösa snuset redan är färdigförpackat i portionspåsar i dosan.
Under 1960-talet introducerades en speciell snusportionerare för lössnus. Det var en vanlig engångsplastspruta vars spetsiga ände var avtagen. Genom att dra ut kolven och upprepade gånger trycka öppningen ned mot snusdosans botten fylldes sprutan av hårt pressat snus varefter snuset kunde tryckas upp under läppen. Senare kom andra leverantörer in i bilden med specialtillverkade sprutor i varierande färger.

## Förvaring
Snus är en färskvara som bör förvaras kylt i 4–8 grader Celsius. Hållbarheten för lössnus är 14 veckor, för portionssnus 20 veckor och för torra portionsprodukter 30 veckor, under förutsättning att snuset förvaras korrekt. Det går även att frysa in snus i upp till ungefär ett år.

## Miljöpåverkan

### Odling och tillverkning
För att odla tobak krävs mycket näringsämnen vilket leder till bruket av stora mängder gödsel. Samtidigt används bekämpningsmedel - ibland i stora mängder. Vissa tobaksbolag rekommenderar 16 olika typer av bekämpningsmedel bara under perioden när plantan drivs upp i växthus till dess att den planteras ut. Bekämpningsmedlen och kemiska gödningsmedel påverkar miljön negativt. Utöver detta påverkas odlarna negativt av bekämpningsmedlen då de ofta är omedvetna om riskerna och därför inte följer säkerhetsföreskrifterna. Problemen blir än större där det förekommer barnarbete och flera bekämpningsmedel ökar cancerrisken och kan skada immunförsvaret. Ytterligare miljöpåverkan sker vid torkningen av tobak där man i vissa områden, främst i utvecklingsländer, använder stora mängder ved vilket kan leda till avskogning.

### Avfallshantering
Snus skall inte spolas ner i avloppet, utan slängas i soporna. Anledningen är enligt Svenskt Vatten att snus innehåller miljöskadliga tungmetaller som kadmium och att reningsverken inte är byggda för att hantera farligt avfall.
Snustillverkaren Swedish Match medger att tungmetaller är skadliga för miljön, men menar att de har vidtagit åtgärder för att minimera förekomsten av miljöskadliga ämnen i snus. De jämför halterna med livsmedel och hävdar att kadmium främst sprids i luften genom sopförbränning.
Plastdosor och plastlock sopsorteras som plastförpackningar (hårdplast), medan pappdosor sorteras som pappersförpackningar (kartong).

## Hälsorisker

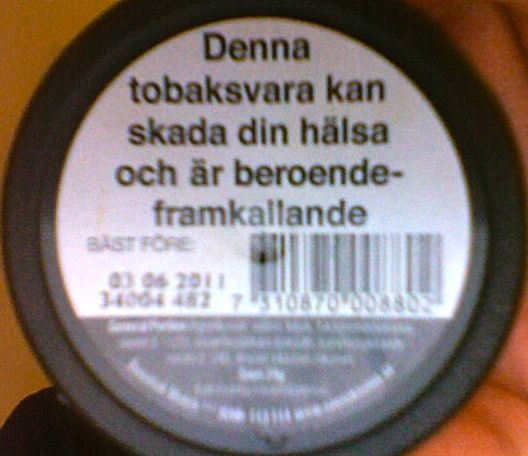
Varningstext på en snusdosa.

Hur stora skadeverkningar snus har, och framförallt huruvida snus är mer eller mindre skadligt än tobaksrökning är en fråga som debatterats länge.

### Cancer
Folkhälsomyndigheten skrev år 2022 att några studier har visat ökad risk för vissa cancerformer som cancer i matstrupe, magsäck och ändtarm. Studier av andra cancerformer visar inga tydliga samband, vilket däremot inte betyder att samband kan uteslutas. Amerikanska folkhälsomyndigheten CDC visade 2022 på att det föreligger ett orsakssamband mellan snus och cancer i munhåla, matstrupe och i bukspottkörteln. I den engelskspråkiga termen smokeless tobacco som används i USA ingår fler produkter än vad som brukar nyttjas i Sverige, bland annat tuggtobak. Studier utförda i Europa har visat på ett orsakssamband mellan snus och cancer i bukspottkörteln enligt en systematisk översikt 2018.
Enligt den multiinternationella rapporten "Smokeless Tobacco and Health, a Global Perspective", publicerad 2014 av National Cancer Institute i USA, innehåller varje cigarett eller snusprilla en unik sammansättning av ämnen, detta gäller till exempel tungmetaller, kända för att vara skadliga för hjärta och kärl, som arsenik, bly och kadmium, men också det radioaktiva, cancerframkallande ämnet polonium. Alla tobaksblad varierar i sin nikotinhalt inom varje blad, där en annan nikotinhalt ses i stjälken, än i bladen. Därtill använder varje tobakstillverkare olika processeringstekniker och tillsatser som påverkar hur giftig själva produkten blir. Slutligen blir hälsorisken svår att uppskatta på grund av att varje snusare har ett unikt sätt att inta sitt snus. I genomsnitt sågs den genomsnittlige svenske snusaren inneha en snusprilla mellan 11 och 13 timmar per dag och att spotta ut saliven är ovanligt.
En stor systematisk översiktsartikel publicerad 2017 benämnd "The Global Burden of Disease Study" (GBD) som innefattar publicerad forskning under åren 1990–2016, drog följande vetenskapliga slutsatser med avseende på snus: "Det finns tillräckliga bevis för att tuggtobak och andra produkter med liknande toxicitet orsakar överdriven risk för mun- och cancer i matstrupen, medan befintlig bevisning inte stödjer någon belastning för snus eller liknande rökfria tobaksvaror" och "för snus eller luktsnus hittade vi inte tillräckligt med bevis på en RR (relativ risk) större än ett för något hälsoproblem". Professor Stefan Willers, överläkare vid lung- och allergienheten i Lund, kommenterar GBD-studien i Läkartidningen år 2018: "Gemensamt för samtliga tobaksprodukter för oralt bruk är att skadegraden är avsevärt lägre än för cigaretter. En stor epidemiologisk studie kunde nyligen inte påvisa någon ökad risk för sjukdom med svenskt snus". I Aftonbladet uppmärksammades GBD-studien år 2017 med rubriken "Inte ett enda dödsfall kopplat till snus".

### Hjärt- och kärlsjukdomar
En studie på 130 000 snusare fann att de inte var i någon ökad risk för hjärtinfarkt men risken var något högre att de skulle dö av infarkten om de väl fått den. En annan studie tittade på hur personer som slutade snusa efter en infarkt klarade sig i förhållande till de som inte slutade och där fann man att antalet personer som dog under uppföljningen var dubbelt så hög hos de som inte slutade snusa. Ytterligare en studie på knappt 130 000 snusare fann att det inte fanns någon ökad risk för hjärtflimmer hos personer som snusar jämfört med övriga befolkningen.
Det finns idrottare som använder snus istället för att röka, eftersom snus inte påverkar lungfunktionen negativt. Däremot har nikotinet en kärlkrympande effekt och framkallar åderförkalkning. I och med att snus inte förbränns, bildas inte de cancerogena ämnen som bildas vid förbränning med syreunderskott. Experter uppskattade år 2004 den relativa risken med snus som avsevärt lägre än för cigarrettrökning och anser att det därför är missvisande att som vissa gör, likställa snusande och cigarettrökning som lika skadligt.
Enligt en studie gjord av forskare vid Karolinska institutet och Akademiska sjukhuset år 2014 löper snusande män inte högre risk att drabbas av blodpropp i hjärnan men högre risk att dö av en uppkommen blodpropp (stroke) än icke-snusande män.
En systematisk översiktsartikel publicerad 2011 av epidemiologiska studier, varav 11 är gjorda i Sverige, visade att det inte finns några samband mellan svenskt snus och kranskärlssjukdomar. En systematisk översiktsartikel publicerad 2018 angav att tillgängliga studier skiljer sig åt i metodik och att en konklusiv slutsats inte kan göras på det tillgängliga underlaget.

### Fetma och metabolt syndrom
Storsnusare löper 60 procent större relativ risk att drabbas av fetma och förhöjda blodfetter enligt en studie år 2006 av 16 500 personer i Västerbotten. Deltagarna fick svara på en hälsoenkät och följdes sedan upp efter 10 år. Det bör noteras att detta är associationer och inte kausala samband. Trots att forskarna tog hänsyn till skillnader som kön, ålder, fysisk aktivitet och utbildningsnivå visade studien en kraftigt förhöjd risk för så kallat metabolt syndrom för dem som snusat minst fyra dosor snus per vecka .
Barn till mödrar som snusar under graviditeten löper större risk att drabbas av andningsuppehåll än barn till rökande mödrar.

### Typ 2-diabetes
Snusning ökar risken att insjukna i typ 2-diabetes. Den ökade risken ses vid hög konsumtion, det vill säga fler än fem dosor i veckan.

### Graviditet
Snusning under graviditeten kan öka risken för flera komplikationer, exempelvis havandeskapsförgiftning, kejsarsnitt, för tidig födsel och dödföddhet. Snusning under graviditeten kan även leda till låg födelsevikt och störningar i andningsregleringen hos det nyfödda barnet.

### Nikotinhalt

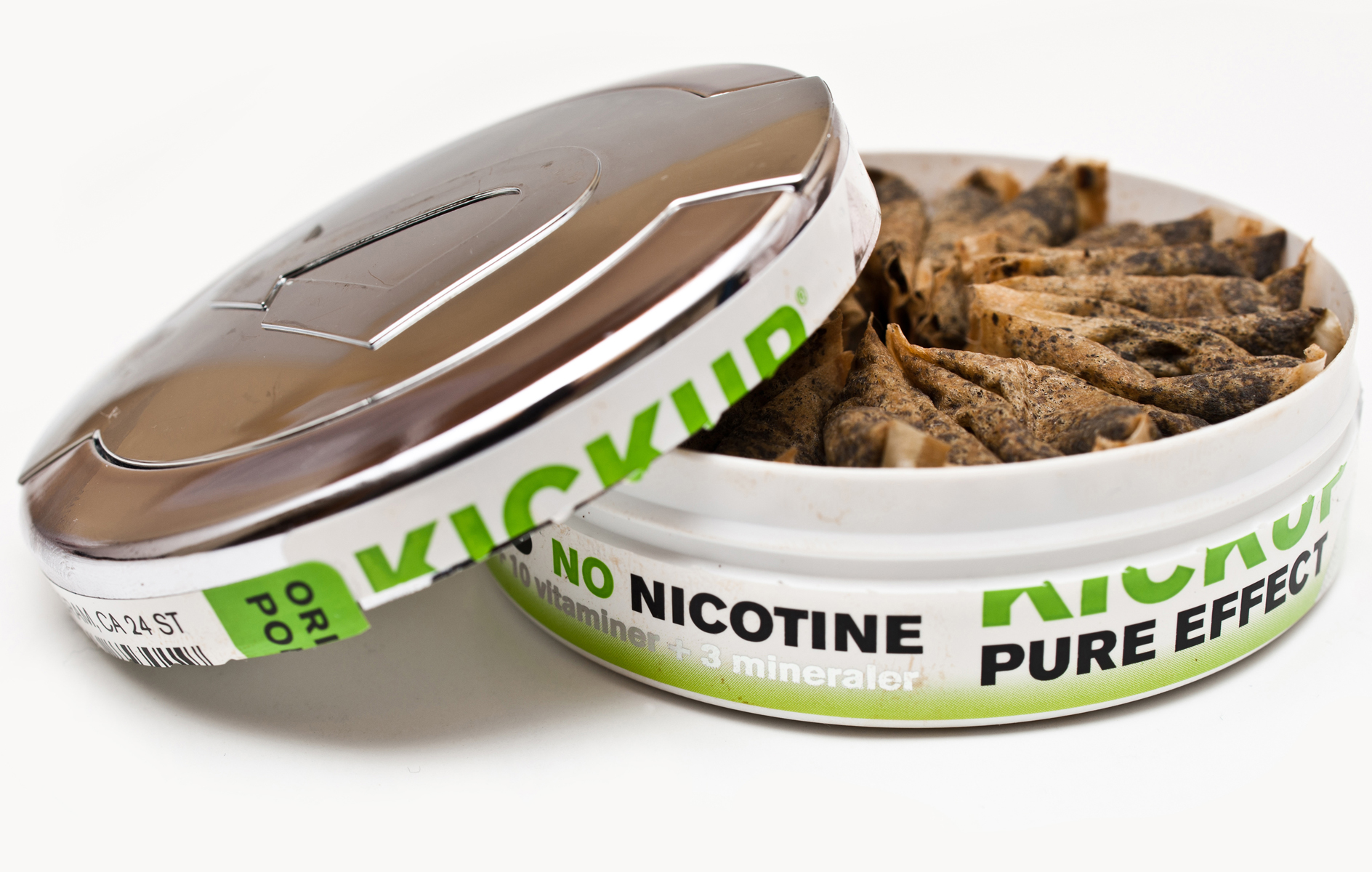
Nikotinfritt snus är ett alternativ till konventionellt snus.

Nikotinhalten i lössnus, original portionssnus och white portionssnus varierar från 0,4 procent nikotin till 4,5 procent nikotin, med 0,8 procent nikotin som generellt genomsnitt (några av mest sålda snussorterna som General, Ettan, Göteborgs Rapé, Grovsnus, Kronan med flera, har en nikotinhalt på 0,75 procent i sitt lössnus, 0,8 procent i white portion och 0,85 procent i original portion (Göteborgs Rapé original portion undantaget från de andra har 1 procent). Dessa skiftningar har med pH-värde och fuktighet att göra). Hur mycket av detta nikotin som upptas av kroppen beror på hur länge man har en prilla inne, snusets pH-värde, vilket påverkas av mängden tillsatt natriumkarbonat, samt användarens fysiologi. Man brukar dock säga att endast 10-20 procent av nikotinet i snus når blodomloppet, vilket är cirka 0,8 - 1,6 mg nikotin från en vanlig portion med en nikotinhalt på 0,8 procent. En rökare och en snusare (som båda konsumerar en likvärdig mängd av produkterna) sägs ha en likvärdig nikotinmängd i blodet. Det som dock skiljer nikotinabsorbationen åt i cigaretter och i snus är att nikotinet från en cigarett toppar snabbt, och dalar till en lägre nivå efter en kort tid. Snus ger en långsammare upptrappning i nikotinabsorberingen, men håller också i sig längre.
Enligt Kalla Fakta tillsätter Swedish Match det surhetsreglerande tillsatsämnet E500 (soda, vilket är basiskt) i snuset, vilket ökar mängden fritt nikotin som kan upptas, med syftet att göra användarna mer beroende..
Koden E500 står för vad som i dagligt tal kallas bikarbonat, ett surhetsreglerande ämne som är godkänt för användning i livsmedel och bland annat används av bagerier. Natriumbikarbonat och det likartade pottaska (kaliumkarbonat) har använts som surhetsreglerare i snus sedan snuset uppfanns för 200 år sedan med funktionen att ändra snusets pH-värde för att det inte skall svida under läppen och styra nikotinutsläppet. Därför hävdar vissa att Kalla Faktas påstående att det är något som man nu medvetet tillsatt för att göra användarna mer beroende inte stämmer[källa behövs].

### Påverkan på hygienen
Långvarigt snusbruk misstänks ge permanent missfärgade tänder samt att tandköttet drar sig undan från tandhalsarna på den plats snuset appliceras. Det är dock inte bevisat att snusanvändande leder till tandlossning.

### Samband med tobaksrökning
En systematisk forskningsöversikt år 2020 från statliga SBU visar att bland personer som använder snus eller e-cigaretter är det fler som med tiden börjar använda röktobak, än bland personer som inte använder snus eller e-cigaretter. Resultaten är vetenskapligt säkrare för e-cigaretter än för snus. Bland personer som redan röker tobak, och som även börjat använda snus eller e-cigaretter, går det inte att avgöra om detta har samband med senare förändrade rökvanor eller inte.
Snus är allmänt ansett som ett mindre farligt alternativ till tobaksrökning vilket har lett till att vissa brukare har gått över från cigarettrökning till snusning. Ett belägg för detta är att den amerikanska myndigheten FDA (U.S. Food and Drug Administration) givit vissa svenska snusprodukter tillstånd att marknadsföra sig som en mindre skadlig tobaksprodukt under beteckningen "Modified Risk Tobacco Product". Huvudförklaringen till detta står att finna i det förbud mot försäljning av snus som infördes i dåvarande Europeiska gemenskapen år 1992 och som Sverige fick ett undantag ifrån i anslutningsfördraget från 1994. 

## Snus i kulturen
Det finns ett antal kända ordspråk, idiom och sentenser som refererar till snus och då oftast luktsnus. En känd strof av Gustav Fröding från 1894 lyder: "Men strunt är strunt och snus är snus, om ock i gyllene dosor, och rosor i ett sprucket krus, är ändå alltid rosor." I Röda rummet från 1879 skriver August Strindberg "Den arme Falk .. måste ta hela näfvar med filosofiskt snus och kasta i ögonen på sina fiender". Sentensen "Utan snus i två dagar försmäktar vi på denna ö" härstammar från barnboken Pippi Långstrump går ombord från 1946, där Pippi Långstrump vill att Tommy ska skriva detta på ett brev som ska skickas med flaskpost. Ett klassiskt idiom är uttrycket "Fint som snus", som refererar till luktsnus, och betyder utmärkt eller mycket bra men kan också betyda att något är mycket finfördelat. Man talar även om snusförnuftig vilket ungefär betyder "förnumstig" eller "lillgammal" och förmodligen refererar till luktsnusets torrhet, på samma sätt som uttrycket snustorr är en förstärkning när något är oerhört torrt.
Snus innehåller inte glas och har heller aldrig gjort det. Förr kunde det hända att saltkristaller utkristalliserade sig i snuset, vilket möjligen missuppfattades som glas. Enligt myten om glas i snus skulle anledningen till att använda glas i snuset ha varit att glaspartiklarna skulle göra rispor i slemhinnorna så att nikotinet togs upp bättre och därmed snabbare leda till ett beroende.